# ۳٬۵-دی‌نیتروسالیسیلیک اسید
۳،۵-دی‌نیتروسالیسیلیک اسید (به انگلیسی: 3,5-Dinitrosalicylic acid) یک ترکیب شیمیایی است. شکل ظاهری این ترکیب، ورقه‌های زرد است.